# Municipio de Texistepec
El municipio de Texistepec (del zoque-popoluca teccis-te-pe-c que significa ”Cerro del huevo”) es un municipio que se encuentra ubicado en la zona sur del Estado de Veracruz, México. Su cabecera es la localidad de Texistepec. En sus inmediaciones, los olmecas fundaron San Lorenzo Tenochtitlan durante el periodo  preclasico. En 1580 pertenecía a la provincia de Coatzacoalcos y el 31 de diciembre de 1893, a través del decreto número 84, el gobernador del estado de Veracruz, don Teodoro A. Dehesa, declara como municipio libre a Texistepec.

## Cultura
Texistepec alberga dentro de su jurisdicción municipal a uno de los sitios arqueológicos olmecas más grande, que ha decir de los arqueólogos, fue la primera ciudad olmeca que a la fecha es conocida como “San Lorenzo". Estudios arqueológicos señalan que los olmecas se encontraban presentes del sur del Estado de Veracruz hasta los estados del centro de país como Guerrero, pero fue en el sur de Veracruz, particularmente en Texistepec y Acayucan, donde se encuentra el origen o surgimiento dela cultura madre de los Olmecas. Elson considera emparentados a Oluta, Sayula y Texistepec con la lengua mixeseptentrional y deja claramente asentado que los popolucas no constituyen una etnia aislada sino plenamente conectada con el tronco zoque-mixe. Texistepec, su toponimia proviene de la voz náhuatl que deriva de Tecicis-tepe-c que se traduce como “en el cerro de del Caracol” o “en el cerro del huevo”.
Entiéndase esta última traducción como el asentamiento en el cerro que desprende olores fétidos y que tienen que ver con los yacimientos de azufre. Al momento de la conquista española, el sur de Veracruz contaba con varios señoríos y uno de ellos era el extenso señorío de Coatzacoalcos del cual dependían otros más pequeños como el de Jaltipan-Oluta, Los Ahualulcos (en el área de Huimanguillo, Tabasco) y quizás Solcuahutla y Jaltepec. (34)Este último de etnia mixe-zapoteca, que aparece en años posteriores como encomienda de Juan Jaramillo y más tarde de Luis Marín quien además poseía Acayucan, Texistepec, Jaltipan y otros pueblos. Esta encomienda indica que tanto Texistepec como Acayucan, Oluta y Sayula son parte de los cuatro pueblos originarios que a la llegada de los españoles, se encontraban asentado en el sitio que ocupan actualmente Texistepec registra un reducido número de hablantes en Lenguas mixe-zoqueanas "popoluca" que se cierne a personas de edad avanzada de 70 años en adelante y que, principalmente se ubican en la cabecera municipal. Y a diferencia de sus vecinos los nahuas, los zoques popolucas de Texistepec han resentido más el fuerte choque con la cultura mestiza de la región sur de Veracruz al perder paulatinamente el uso del telar de cintura para confeccionar su vestuario tradicional, la cestería, la alfarería.

### Toponimia
Del Nahuatl Tecci-st-epec, "En el Cerro del Caracol"

## Historia

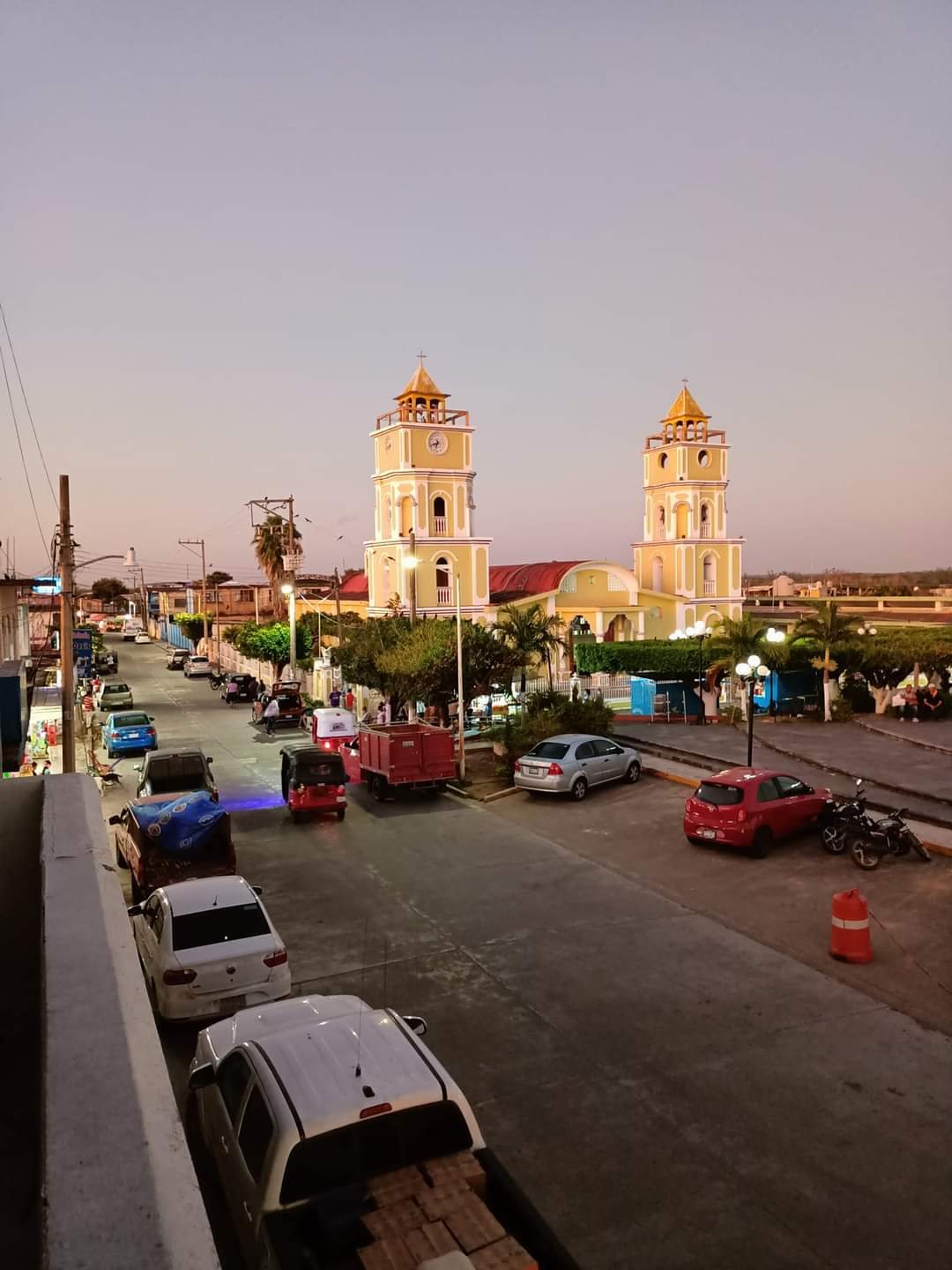

Fue una población olmeca y en su actual jurisdicción se localizan importantes vestigios de San Lorenzo Tenochtitlán, uno de los lugares más importantes de aquella cultura. En 1580 pertenecía a la provincia de Coatzacoalcos. En 1831 San Miguel Texistepec formaba un municipio y poseía 2 leguas cuadradas de tierras con títulos legales, pueblo sureño que sufrió los embates de las corrientes que tuviera nuestra República Mexicana. 
El 31 de diciembre de 1893, a través del decreto número 84, el gobernador del estado de Veracruz, don Teodoro A. Dehesa, declara como municipio libre a Texistepec, Veracruz y como primer presidente municipal al Sr. Manuel Pacheco, quien recibe la estafeta en manos del gobernador. 
Texistepec participó en la revuelta del golpe de Estado del 15 de septiembre de 1961 y fueron aprehendidos y prisioneros por el 33 batallón de infantería con destacamento en el cantón de Minatitlán, 250 hombres de las distintas comunidades de este municipio conocido como el grupo de los Huatlistas.

## Límites
- Norte: Soconusco.
- Sur:  Jesús Carranza.
- Este:  Hidalgotitlán  y Jáltipan.
- Oeste: Oluta y  Sayula de Alemán.

## Localización
Se encuentra ubicado en la zona sureste del estado en las coordenadas 17° 54' latitud norte y 94° 49' longitud oeste a una altura de 40 metros sobre el nivel del mar. Limita al norte con Oluta y Soconusco, al este con Jáltipan e Hidalgotitlán, al sur con Jesús Carranza, al oeste con Sayula de Alemán. Su distancia aproximada al sureste de la capital del estado por carretera es de 285 kilómetros.

## Deportes
Texistepec sostuvo que deportes como el atletismo, futbol, voleibol y basquetbol así como el béisbol son importantes así que, han sido apoyados e impulsados importantemente por sus gobiernos realizando torneos constantemente.
El toreo del pavo que se realiza en fechas decembrinas ha sido un éxito con la participación de equipos de futbol de varios municipios de la zona centro y sur del Estado, incluso de Chiapas, y que cada año, se estará  apoyando  todos los proyectos deportivos que se presenten y realicen en favor de la familia texistepecana.